# Karl von Alwens

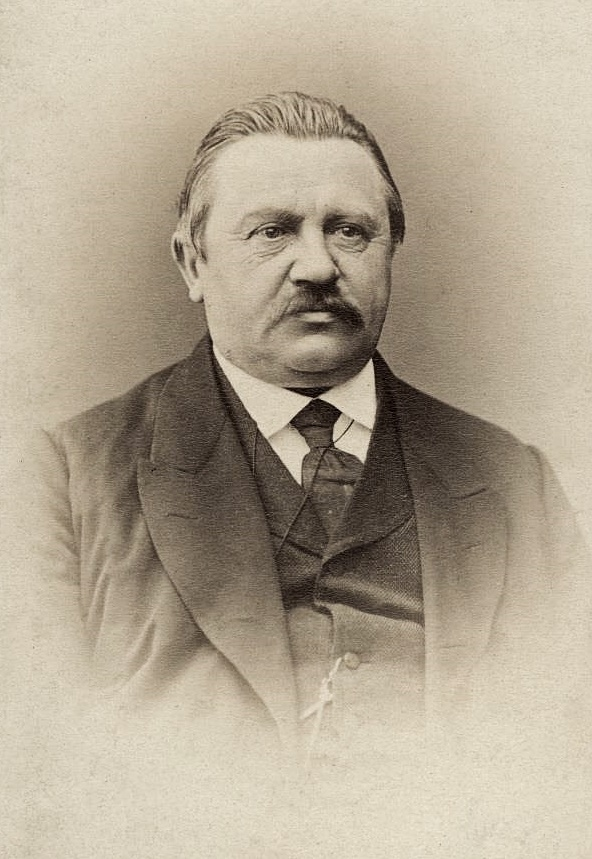
Porträt

Karl Alwens, ab 1887 Ritter von Alwens, (* 5. Mai 1820 in Frankenthal; † 26. Dezember 1889 in München) war Jurist und bayerischer Politiker.

## Leben
Er war der Sohn des späteren pfälzischen Regierungspräsidenten Franz Alwens (1792–1871) und dessen Gattin Caroline geborene Falciola aus Lauterecken.
Alwens machte 1838 das Abitur in Speyer und studierte von 1839 bis 1843 Rechtswissenschaften in München und Heidelberg. Ab 1849 war er Bezirksgerichtsassessor in Kaiserslautern und bis 1860 Richter in Göllheim, danach Landrichter und später Oberamtsrichter in Bergzabern.

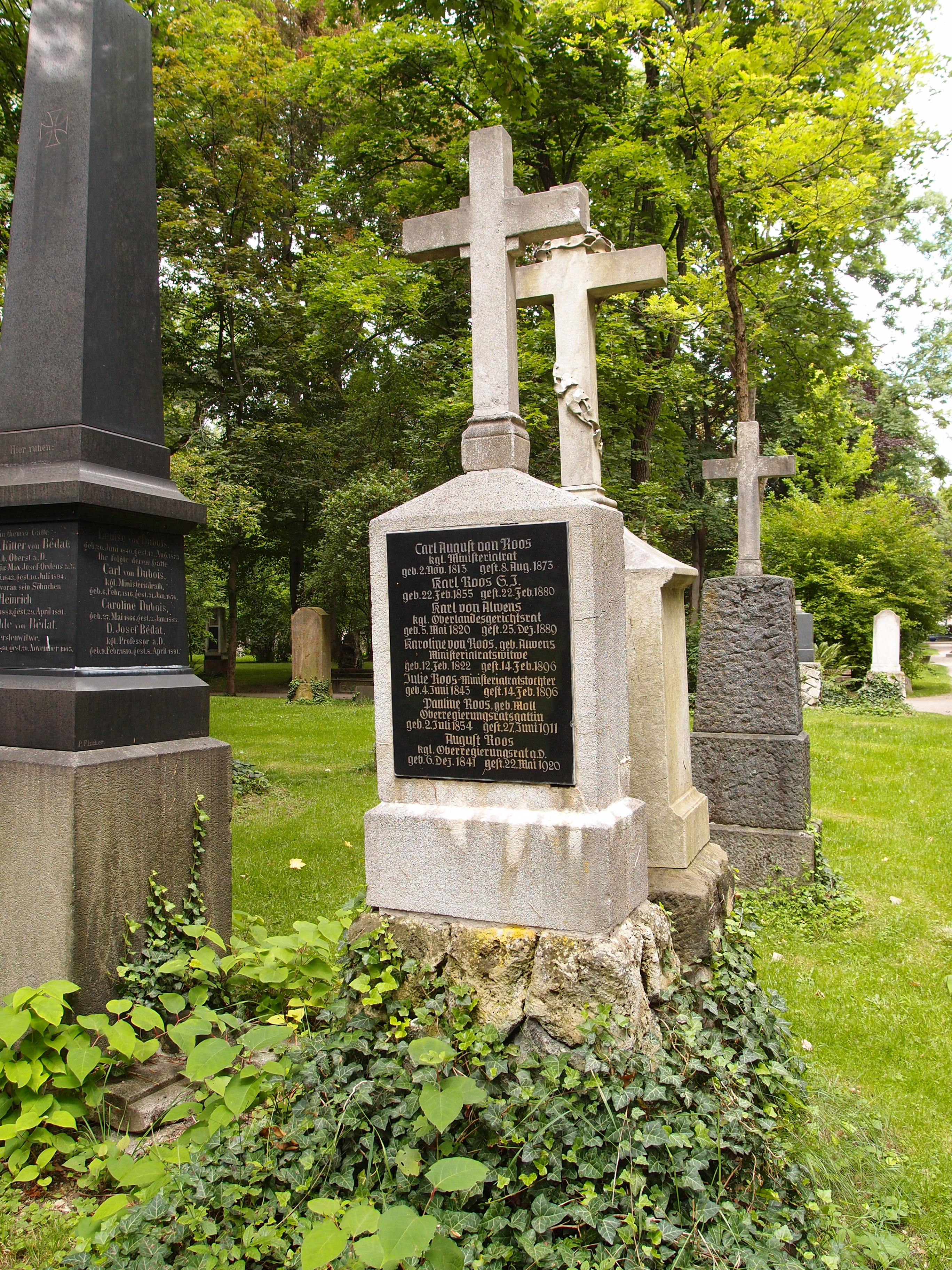
Grab auf dem Alten Nördlichen Friedhof in München

Von 1866 bis zu seinem Tode war Alwens Mitglied der Bayerischen Kammer der Abgeordneten, Führer der pfälzischen Abgeordneten und Vorstandsmitglied der nationalliberalen und der gesamtliberalen Fraktion. 1887 wurde er Vizepräsident der Kammer der Abgeordneten und man verlieh ihm das Ritterkreuz des Verdienstordens der Bayerischen Krone, das die Erhebung in den persönlichen Adelsstand bedingte.
Seine Schwestern Julie Alwens (1823–1849) und Susanne Alwens (1828–1899) heirateten nacheinander den Appellationsgerichtsrat Goswin Hörmann von Hörbach (1810–1873), Sohn von Joseph Hörmann von Hörbach, dem Regierungspräsidenten von Oberbayern. Nach dem Tod ihres Gatten (1873) widmete sich Susanne Hörmann von Hörbach geb. Alwens, in München der religiös motivierten Armenpflege, wurde auf Anraten ihres Beichtvaters, des Speyerer Bischofs Daniel Bonifaz von Haneberg, Benediktinerin und starb 1899 als Schwester Lioba und Priorin des Klosters Frauenchiemsee. Auf ihre Initiative geht die Gründung des Tochterklosters in Tettenweis zurück.
Karoline Roos geb. Alwens, seine andere Schwester, fiel zusammen mit ihrer Tochter Julie, am 14. Februar 1896 einem Raubmord zum Opfer.